# 1490-ті

## Події
Європа
- 1490—1492 — селянське повстання на Галичині під проводом Мухи;
- 1492 — перша експедиція Христофора Колумба.
- 1494, 1496, 1497, 1499 — напади татар на Поділля і Волинь;

## Монархи
- Королем Англії був Генріх VII
- Великим князем Московським до 1505 року був Іван III Васильович
- Імператором Священної Римської імперії до 1493 року був Фрідріх III, надалі імператором став Максиміліан I.
- Королем Арагону був Фернандо II.
- Королем Польщі до 1492 року був Казимир IV Ягеллончик, надалі — Ян I Ольбрахт.
- Королем Франції до 1498 року був Карл VIII Люб'язний, йому спадкував Людовик XII.
- Папою Римським до липня 1492 року був Інокентій VIII, надалі був обраний Олександр VI.